# Prowincja Mwaro
Mwaro – jedna z 17 prowincji w Burundi, znajdująca się w centralnej części kraju.